# Вихига (город)
Вихига (англ. Vihiga) — город в Западной провинции Кении. В административном отношении находится в пределах одноимённого округа. Город расположен в пяти километрах к югу от экватора, на дороге, соединяющей города Кисуму и Какамега. Вихига находится на восточной стороне национального лесного заповедника Какамега.
По состоянию на 2012 год в населённом пункте проживало 27 127 человек. Основное население города составляет этническая группа мараголи (одна из составляющих народа лухья), большинство представителей которой являются квакерами.